# División de Honor de la Liga Nacional de Béisbol 2012
La División de Honor de la Liga Nacional de Béisbol 2012 fue la edición número 69 de la División de Honor de la Liga Nacional de Béisbol.
Estuvo compuesta por diez equipos. El recién ascendido de la Primera División A, El Llano Béisbol Club, reemplazó al descendido en la temporada 2011, Sevilla Club de Béisbol y Sófbol, mientras que el Club Béisbol Barcelona ocupó la plaza del desaparecido Fútbol Club Barcelona.
Se proclamó campeón el Club Béisbol Barcelona que ganó al Astros Club de Béisbol por 3-1 en los play-offs por el título.

## Clasificación final de la liga regular
| Puesto | Equipo                             | PJ | PG | PP | AVE  | CF  | CC  |                        |
| ------ | ---------------------------------- | -- | -- | -- | ---- | --- | --- | ---------------------- |
| 1      | Astros Club de Béisbol             | 36 | 32 | 4  | .889 | 316 | 101 | Playoffs por el título |
| 2      | Club Béisbol Barcelona             | 36 | 29 | 7  | .806 | 274 | 92  | Playoffs por el título |
| 3      | Marlins Puerto de la Cruz          | 36 | 25 | 11 | .694 | 239 | 153 |                        |
| 4      | Club Béisbol Viladecans            | 36 | 20 | 16 | .556 | 250 | 159 |                        |
| 5      | San Inazio Beisbol Elkartea        | 36 | 19 | 17 | .528 | 212 | 171 |                        |
| 6      | Club de béisbol y softbol Sant Boi | 36 | 18 | 18 | .500 | 201 | 182 |                        |
| 7      | Béisbol Navarra                    | 36 | 16 | 20 | .444 | 197 | 178 |                        |
| 8      | Club Deportivo Pamplona            | 36 | 11 | 25 | .306 | 150 | 255 |                        |
| 9      | El Llano Béisbol Club              | 36 | 8  | 28 | .222 | 124 | 269 |                        |
| 10     | Halcones de Vigo                   | 36 | 2  | 34 | .056 | 74  | 477 | Descenso               |

## Play-offs por el título
Los play-offs por el título enfrentaron al mejor de cinco encuentros a Club Béisbol Barcelona y Astros Club de Béisbol, ganando los catalanes por 3-1.
El equipo que quedó primero en la liga regular (1) disputa en casa los encuentros 3, 4 y 5. El segundo clasificado (2) juega en casa los encuentros 1 y 2 de la eliminatoria.
|  | Play-offs por el título |                   |   |    |   |    |  |
|  |                         |                   |   |    |   |    |  |
|  | 1                       | Valencia Astros   | 0 | 0  | 9 | 10 |  |
|  | 1                       | Valencia Astros   | 0 | 0  | 9 | 10 |  |
|  | 2                       | Béisbol Barcelona | 1 | 10 | 4 | 15 |  |
|  | 2                       | Béisbol Barcelona | 1 | 10 | 4 | 15 |  |